# Sexto Nônio Quintiliano
Sexto Nônio Quintiliano (em latim: Sextus Nonius Quinctilianus) foi um senador romano nomeado cônsul em 8 com Marco Fúrio Camilo.

## Ancestrais
Quintiliano provavelmente era filho de Lúcio Nônio Asprenas, que era filho de Lúcio Nônio Asprenas, cônsul em 36 a.C., com Quintila, irmã de Públio Quintílio Varo, infame pela derrota na Batalha da Floresta de Teutoburgo em 9. Já foi proposto que ele pode também ter sido um filho biológico do próprio Varo que foi adotado por Asprenas, que era cunhado dele.

## Carreira
Em 6 a.C., Quintiliano foi triúnviro monetário e, dois anos depois, acompanhou Varo até a Síria, provavelmente como um tribuno militar. Sua "eleição" como cônsul em 9 ocorreu em circunstâncias pouco usuais, pois as eleições foram tão conturbadas que o imperador Augusto foi forçado a nomear ele próprio um dos cônsules, justamente Quintiliano. Depois de seu mandato, Quintiliano foi nomeado procônsul da Ásia, onde serviu entre 16 e 17.

## Família
Nônio Quintiliano se casou com Sósia, uma filha de Caio Sósio, cônsul em 32 a.C., e os dois tiveram dois filhos, Sexto Nônio Quintiliano, cônsul sufecto em 38, e Lúcio Nônio Quintiliano.